# Poma de la Discòrdia

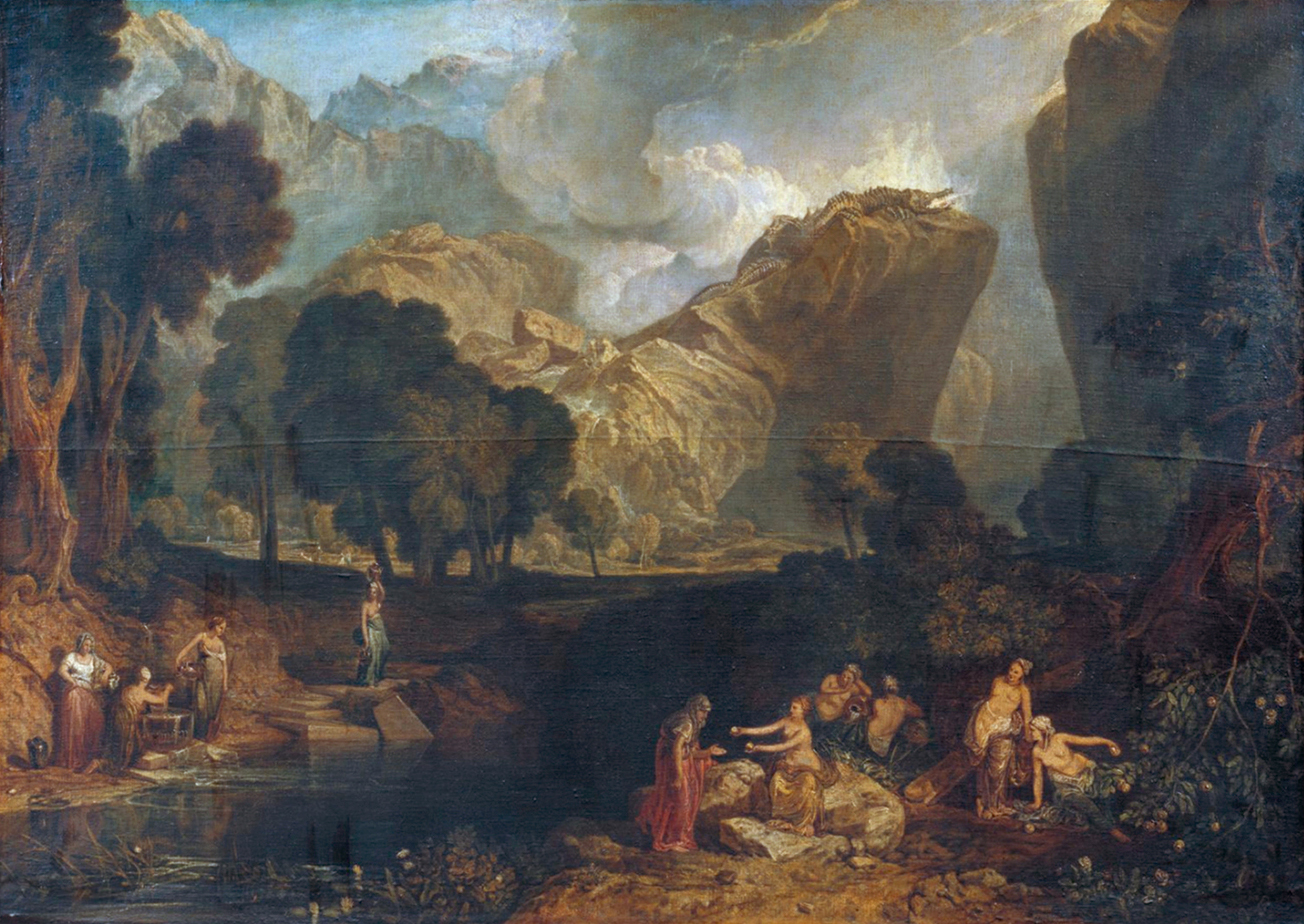
El quadre de J. M. W. Turner, "The Goddess of Discord Choosing the Apple of Contention in the Garden of the Hesperides"

La Poma de la Discòrdia fa referència a un relat de la mitologia grega en el qual la deessa Eris (grec antic: Ἔρις) va llançar aquesta poma daurada al centre del banquet dels déus celebrat pel casament de Peleu i Tetis com a premi a la més bella. Aquest gest va originar una disputa entre Hera, Atena i Afrodita, atès que les tres deesses es creien mereixedores de la Poma Daurada. Aquest encontre es va resoldre en el Judici de Paris, i finalment va desencadenar en la Guerra de Troia. Així, avui dia, la Poma de la Discòrdia acostuma a simbolitzar el nucli d'una baralla menor que podria portar a una discussió major.